# Гидроксид титана(III)
Гидроксид титана(III) — неорганическое соединение, гидроксид металла титана с формулой Ti(OH)3, коричнево-фиолетовый осадок, не растворимый в воде.

## Получение
- Образуется при обработке растворов солей трёхвалентного титана щелочами при pH = 4:

{\displaystyle {\mathsf {TiCl_{3}+3NaOH\ {\xrightarrow {}}\ Ti(OH)_{3}\downarrow +3NaCl}}}
{\displaystyle {\mathsf {Ti_{2}(SO_{4})_{3}+6KOH\ {\xrightarrow {}}\ 2Ti(OH)_{3}\downarrow +3K_{2}SO_{4}}}}

## Физические свойства
Гидроксид титана(III) образует коричнево-фиолетовый осадок, который постепенно белеет из-за окисления.

## Химические свойства
- Проявляет основные свойства, а потому не растворяется в щелочах.
- Легко окисляется кислородом воздуха до гидратированного диоксида титана переменного состава:

{\displaystyle {\mathsf {4Ti(OH)_{3}+O_{2}+(x-6)H_{2}O\ {\xrightarrow {}}\ 4TiO_{2}*xH_{2}O}}}
- Является сильным восстановителем, подобно другим соединениям титана(III). К примеру, способен восстановить нитрат-ион до аммиака:

{\displaystyle {\mathsf {8Ti(OH)_{3}+NaNO_{3}+(8x-10)H_{2}O\ {\xrightarrow {}}\ 8TiO_{2}*xH_{2}O+NH_{3}+NaOH}}}
Разлагается при нагревании в инертной атмосфере:
{\displaystyle {\ce {2Ti(OH)3 ->[t^oC,Ne] Ti2O3 + 3H2O ^}}}